# 吹奏族
吹奏族（すいそうぞく）とは、全国各地の吹奏楽愛好家が公園やホールなどで開催する、自由に参加できる演奏と親睦・交流を主目的としたイベントのことである。

## 概要
参加にあたっては誰でも自由に参加できる。メンバー登録は必要ない。形態は一般的な吹奏楽団との比較で説明すれば、メンバーは事前申し込み制ではなく当日参加のため人数・編成は毎回異なる。楽曲は吹奏楽曲（オリジナル）を中心にポップスやクラシックのアレンジも含め一日に15~30曲程度演奏する。なお通常、これらの曲は初見で演奏するのが通例である（持ち込み曲や難曲では軽く練習する場合もある）。中には世間に広く知られた定番と呼ばれる曲も演奏するので、事実上初見とは言えない場合もある。さらに吹奏族で何十年も定番として演奏してきた曲も多い。
これらは演奏会という趣旨ではなく（中には、演奏会形態をとって開催されたものもある）、演奏する事を楽しむ老若男女が集い、演奏を中心に親睦を深める。つまり、演奏する目的あるいは対象が観客に対してではなく演奏者自らのためにある合奏会とも言える。（屋外等で開催される場合に通行人が派生的に観客になることはある。これをギャラリーと呼ぶ）。ただし、運営の形態や趣旨は主催者や企画、地方により若干異なる点もある。
運営に関しては全国規模で統括するような団体は存在せず（地方規模では関東地方に関東吹奏族実行委員連絡会と関西地方に関西吹奏族連盟があった）、各地の主催者（愛好家有志）が吹奏族を開催情報をウェブ上などで告知をする。
参加希望者は開催情報を見て当日現地に集合する（事前に断りのある場合を除き、申し込みは必要ない）。楽器は参加者が持参し、楽譜は主催者側が用意する。また参加者の楽譜持ち込みを受け付けるところもある。会場はかつては屋外が主だったが、近年は近隣騒音問題も考慮し屋内で行う場合が多い（ただし、当て嵌まらない団体も存在する）。開催日は通常、多数の参加が見込める休日である。なお、演奏技術は一切問わないのが通例である。
参加目的はみなそれぞれであるが、その多くは愛好家同士の親睦を深め、学校・職場の吹奏楽部や一般吹奏楽団の所属団体などの縛りに囚われず好きな曲目を好きなように演奏して楽しみたいという姿勢である。近年は労働条件の変化（交代制や裁量労働制）や生活環境の変化（育児中や単身赴任）から、旧来の一般吹奏楽団では条件に合わない（練習や本番に時間帯や曜日が合わず参加できない）層や、学生時代に吹奏楽をやっていた世代が一段落着いてもう一度楽器を手にするリターン組の参加が増えている。反面、初期に参加者の多数を占めていた若年層（中・高校生）の参加は少子化の影響もあってか十数年前から減少し、その後は横ばいであると共に吹奏族という概念からの変化に至りつつある。なお、一部の参加者、あるいは参加者以外から「常連と呼ばれるグループが核をなし、新規参加者がなじみにくい傾向がある」という指摘がなされる場合があるが、前述の通り主催者は全国各地それぞれ独自に開催しておりまた参加者も毎回異なるため、仮に過去に一部でそのような事があったとしても、すべての吹奏族に当て嵌まるわけでもなく一概には言えない。

## 歴史
きっかけは、吹奏楽専門誌「バンドピープル」1980年10月号の編集後記に、当時編集部員だった大沢（紙面上おおさわぎ）氏が「ところで“吹奏族”のことは知っているかな？暴走族のことじゃないよ。最近、日曜日の原宿に風のごとく現れて、踊り狂ってる竹の子族をラッパ吹きまくって蹴散らしている連中のことだ。」と実際には行われていなかった事をネタとして書いた。これを見た読者が実際に始めた事が起源となり、その後同誌を情報の中心として全国に波及した。最盛期（1980年代）には東京の原宿歩行者天国や大阪の大阪城公園で毎回数百人規模で開催されており、また、他の多くの地方でも百人を超える規模で開催されていた。その後、1999年3月の同誌休刊後は一時期より大幅に衰退したが、現在でも関東、東海、関西の愛好家が各実行委員会のウェブで告知・開催するなど精力的な活動が見受けられる。

## エピソード
1981年9月22日には日本武道館で行われたスペクトラムの解散コンサートに招待され、そのオープニングを飾ったこともあった。